# Daniel Kaiser (Fußballspieler)
Daniel Kaiser (* 18. Oktober 1990 in Stuttgart) ist ein deutscher Fußballspieler.

## Karriere
Daniel Kaiser begann das Fußballspielen im Jahr 1994 im Alter von vier Jahren in der Jugendabteilung der Stuttgarter Kickers. Von 1994 bis 2009 durchlief Kaiser sämtliche Jugendmannschaften der Blauen und wurde 2009 das erste Mal in der zweiten Herrenmannschaft der Kickers eingesetzt, für die er insgesamt 161-mal auflief, wobei er 22 Tore erzielte. Ab der Saison 2014/15 stand der Mittelfeldakteur im Kader der ersten Mannschaft. Am 2. August 2014 gab er beim 3:1-Heimsieg über den SSV Jahn Regensburg sein Profidebüt, als er in der 83. Minute für Lhadji Badiane eingewechselt wurde. Sein einziges Profitor erzielte er am 22. November 2014 im Auswärtsspiel bei Rot-Weiß Erfurt mit einem Freistoß in der 50. Spielminute. Nachdem er mit den Kickers in die Regionalliga abgestiegen war, verließ er den Verein im Sommer 2016.
Daniel Kaiser schloss sich nach kurzer Vereinslosigkeit in der Regionalliga Nordost dem ZFC Meuselwitz an. Nach einer Saison spielte er zwei Jahre beim Ligarivalen FC Viktoria 1889 Berlin  und ein Jahr in der Oberliga Baden-Württemberg beim SGV Freiberg. Seit Sommer 2020 spielt er beim SV Tasmania Berlin in der Oberliga Nordost.